# Luangwa Valley Game Reserve
Koordinaten: 13° 10′ S, 31° 30′ O
Die Luangwa Valley Game Reserve war ein am 27. Mai 1938 eingerichtetes Wildreservat im afrikanischen Staat Sambia. Der Zweite Weltkrieg verhinderte jedoch zunächst, dass genügend Wildhüter zur Verfügung standen.
Die reichhaltige Tierwelt wird durch den ständig wasserführenden Fluss Luangwa begünstigt.
1972 wurden die beiden Teile der Luangwa Valley Game Reserve in die eigenständigen Nationalparks Nordluangwa-Nationalpark und Südluangwa-Nationalpark aufgeteilt.